# Прапор Райгородка
Прапор Райгородка затверджений рішенням Райгородоцької сільської ради.

## Опис прапора
Квадратне зелене полотнище, розділене горизонтально білою смугою (співвідношення ширин верхньої, середньої та нижньої смуг дорівнює 2:1:1). У верхньому полі — жовті шишечка хмелю з черешками та трьома листками у вигляді трикутника.